# The Catalyst
"The Catalyst" é uma canção da banda norte-americana de rock Linkin Park. Lançada em 2 de agosto de 2010, a canção foi confirmada como primeiro single do quarto álbum de estúdio da banda, A Thousand Suns, que foi lançado em 14 de setembro.
A faixa é tocada no vídeo game Medal of Honor, que foi lançado em 1 de agosto de 2010. O trailer do game foi dirigido por Joe Hahn, membro da banda, e a canção também faz parte da trilha sonora do jogo. A música também foi usada no 16º X Games e em um comercial do novo show "Surviving", do canal Discovery Channel.
"The Catalyst" foi tocada ao vivo pela primeira vez durante o MTV Video Music Awards de 2010 em 12 de setembro de 2010.

## Faixas
| CD single |                        |         |  |
| N.º       | Título                 | Duração |  |
| 1.        | "The Catalyst"         | 5:42    |  |
| 2.        | "New Divide" (ao vivo) | 4:54    |  |

| Single digital |                |         |  |
| N.º            | Título         | Duração |  |
| 1.             | "The Catalyst" | 5:42    |  |

| CD single promocional |                                  |         |  |
| N.º                   | Título                           | Duração |  |
| 1.                    | "The Catalyst" (edição de radio) | 4:41    |  |
| 2.                    | "The Catalyst" (versão do álbum) | 4:52    |  |

| iTunes Exclusive EP |                                                  |         |  |
| N.º                 | Título                                           | Duração |  |
| 1.                  | "The Catalyst"                                   | 5:42    |  |
| 2.                  | "The Catalyst" ("Bobby Bloomfield" DIOYY? remix) | 3:06    |  |
| 3.                  | "The Catalyst" (King Fantastic remix)            | 4:04    |  |
| 4.                  | "The Catalyst" (featuring DJ Endorphin)          | 5:00    |  |
| 5.                  | "The Catalyst" (featuring Cale Pellick)          | 3:31    |  |

## Videoclipe
O clipe da canção foi gravado em julho de 2010 e foi dirigido por Joe Hahn. De acordo com o baixista Phoenix, o vídeo tem referências de Bhagavad Gita e de J. Robert Oppenheimer além da visão cristã do apocalipse, temas que foram utilizados no álbum. Quando ele desenvolveu a ideia para o vídeo, Hahn disse que ele estava pensando sobre como a humanidade aceitaria seu destino em um tempo de desespero.
O clipe foi lançado em 25 de agosto de 2010. O vídeo começa com uma cidade no meio de um forte nevoeiro e Mike aparece de capuz em um carro enferrujado e a cena seguinte mostra pessoas correndo e lutando pela cidade, que está completamente coberta pela névoa. Os membros da banda então aparecem no meio de alguns prédios em ruínas e Chester começa a cantar uma parte da canção submerso em água. Mas tarde no vídeo, enquanto as multidões lutam pela cidade destruída, os membros da banda aparecem jogando terra e pó uns nos outros. O vídeo termina mostrando novamente o vocalista Chester, sendo completamente submerso na água.

## Criticas e recepção
"The Catalyst" inicialmente dividiu os fãs do Linkin Park, mas os criticos receberam muito bem a canção. Jason Lipshutz da Billboard disse que a canção era "um hino de seis minutos de agressão", enfatizando a transição de electrônica para uma triste e lenta canção no fim da faixa. Ele também acrescentou que o vocal era similar ao do Muse e os comentários políticos eram parecidos com os do Green Day, que a banda juntou para criar "uma canção de rock original e um pouco estranha."

## Performance nas paradas
"The Catalyst" estreou em primeiro lugar na tabela Rock Songs da revista Billboard, com 12.2 milhões de audiência. Esta foi a primeira canção da banda a estrear em primeiro lugar no topo desta tabela. A canção também foi a segunda da banda a ficar em primeiro lugar neste chart, empatando com Alice In Chains e Three Days Grace com maior número de canções n° 1 nesta tabela. "The Catalyst" também estreou em #3 no chart Alternative Songs, se tornando a música de número catorze a estrear no top 5 desta tabela. "The Catalyst" também estrou em #35 na Billboard Hot 100, com ao menos 60.000 downloads em sua semana de estreia, se tornando o nono single da banda a entrar no Top 10 da Hot 100 nos Estados Unidos. A canção estreou como #20 nas paradas de Hot Digital Songs em sua primeira semana.

### Paradas musicais
| Parada musical (2010)             | Melhor posição |
| --------------------------------- | -------------- |
| Austrália Singles Chart           | 33             |
| Alemanha Singles Chart            | 11             |
| Áustria Top 40                    | 18             |
| Bélgica Ultratop (Wallonia)       | 9              |
| Bélgica Ultratop (Flanders)       | 13             |
| Canadá Hot 100                    | 28             |
| Europa Hot 100                    | 32             |
| Japão Hot 100                     | 11             |
| Nova Zelândia Singles Chart       | 27             |
| Suécia Singles Top 60             | 31             |
| Suíça Singles Chart               | 29             |
| Países Baixos Mega Single Top 100 | 95             |
| Portugal Top Single 50            | 27             |
| UK Singles Chart                  | 40             |
| UK Rock Chart                     | 1              |
| Billboard Hot 100                 | 27             |
| Billboard Hot Digital Songs       | 20             |
| Billboard Alternative Songs       | 1              |
| Billboard Rock Songs              | 1              |
| Billboard Mainstream Rock Tracks  | 12             |